# Caroxyloneae
Caroxyloneae je tribus štirovki, dio potporodice Salsoloideae. 

## Rodovi
Na popisu je 13 rodova:
1. Caroxylon Thunb. (114 spp.)
2. Nitrosalsola Tzvelev (23 spp.)
3. Kaviria Akhani & Roalson (10 spp.)
4. Nanophyton Less. (8 spp.)
5. Halocharis Moq. (9 spp.)
6. Petrosimonia Bunge (12 spp.)
7. Ofaiston Raf. (1 sp.)
8. Pyankovia Akhani & Roalson (3 spp.)
9. Halimocnemis C. A. Mey. (28 spp.)
10. Piptoptera Bunge (1 sp.)
11. Halarchon Bunge (1 sp.)
12. Climacoptera Botsch. (32 spp.)
13. Physandra Botsch. (1 sp.)